# ラフサ遠征 (1550年-1551年)
ラフサ遠征（土: Lahsa Seferi）は、オスマン帝国によって1550年から1551年に行われたアラビア半島東岸を支配下に置くことを目的とした戦略的な行動で、ペルシア湾の出口を保持していたポルトガル帝国を圧迫し追放しようとしていた。
ラフサとは、現在ではカタール以北のサウジアラビアの東海岸を指す、アル・アハサー（ハサー地方）がトルコ語で訛った形である。

## 背景
オスマン帝国は1517年にマムルーク朝を倒してエジプトとヒジャーズを占領したが、ポルトガルによる紅海とペルシア湾出口の占領により、インド洋の貿易ルートが遮断され、これら新しく得た土地の収入が大幅に減少するという政治的および経済的状況に直面していた。エジプトで起きた反乱を制圧して支配を確立したことで、オスマン帝国は、1520年代半ば以降、征服と支配の両面での拡大政策を行った。西部では1538年から1548年の間にイエメンにエヤレトの支配を確立し、1534年にはバグダッドが征服され、さらに1546年にバスラが征服された。オスマン帝国はインド洋に繋がる沿岸2か所の支配を確立した。
ラフサ地域の中心であるカティーフの首長とバーレーンの太守は、スレイマン大帝が1534年にバグダッドを征服した後、特使をスルタンに送り、スルタンへの忠誠を宣言した。この地域は公式にはオスマン帝国の支配下にあった 。しかし、カティーフ首長は1534年にオスマン帝国への忠誠を宣言した一方で、ポルトガルの支配下のホルムズ首長国にも服従し、したがって間接的にポルトガルの影響下に置かれていた。
オスマン帝国の次の目標は、ホルムズに拠点を置くポルトガル人を恒久的に排除して、ポルトガルによって封鎖されたこの地域の貿易ルートを復旧することだった。バスラをエレヤトとして支配体制を構築した後、今度はラフサ地方を支配下におこうとした。

## 軍事行動

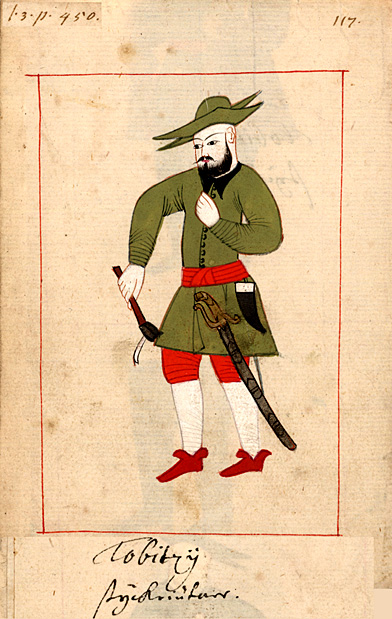
ミニチュアールのオスマン帝国兵

当時の大宰相であるリュステム・パシャの命令で、バスラ総督ムハマド・ビラル・パシャ指揮下のオスマン帝国の部隊は、ほぼ地元の兵力で編成され、バスラから出発し、1550年に南約550キロのカティーフを征服した。
インド副王のアフォンソ・デ・ノローニャこれを脅威と見た。ホルムズ司令官のアルバロ・デ・ノローニャは1551年7月に海路でポルトガル兵1,000人を送り込み、3,000人の地元勢力の協力も得て、400人のオスマン帝国の守備隊が守るカティーフの小要塞を攻撃した。防備不十分な城を守れないと判断したオスマン軍は撤退した。ポルトガル軍は上陸して城を破壊した。その後、ポルトガル艦隊はバスラまで進出したが、あえて攻撃は行わなかった 。
この地域を本格的に征服して支配することを決意したオスマン帝国は、ポルトガル艦隊の撤収を待ち、より強力な部隊を派遣して、1551年8月にカティーフに再度入った。今回の部隊は、1,000人の銃器装備の歩兵で構成され、さらに数門の大砲と工兵部隊や調査官までもが同行していた。工兵部隊は海からの攻撃に耐えられる要塞の建設に着手した。その間、調査官たちは市と周辺地域の租税台帳を作成した。
数ヶ月後、要塞が完成し、オスマン軍は前進を続けて、約170キロ内陸に位置するこの地域で最も重要な都市であるフフーフに入った。フフーフの占領を受けて、長年ラフサ地域を支配していたバニ・ハリド族は、サードゥン族長に率いられて行動を起こした。しかし、オスマン帝国軍の高い軍事力によって彼らは阻止され、フフーフの奪回は果たせなかった。オスマン帝国の記録によれば、和平が成立し、さらに内陸の砂漠地帯の管理については一種の所領としてサードゥンの手に委ねられた。フフーフはラフサの軍事および行政の中心地として組織された。同年、市内の学校やモスクを維持するための財政関係の整備も行われた。

## 結果
この遠征によりオスマン帝国はペルシア湾西岸を支配し、ポルトガルの脅威をここで食い止めた。1年後、ピーリー・レイースは二度目のインド洋遠征を開始し、マスカットとホルムズを攻略目標とした。
ラフサでのオスマン支配はカタールとバーレーンまで広がったが、ラフサ総督のバーレーン攻囲戦 (1559年)は失敗した。地元の首長は引きつづきオスマン帝国に従ったが、内政面では自立したままだった。1552年のピーリー・レイースによるホルムズ攻撃の失敗により、この地域のオスマン帝国とポルトガルの間のパワーバランスを崩れず、双方は貿易関係の強化に焦点を移し始めることになる。

## ラフサの統治
オスマン帝国はサファヴィー朝との戦争の影響でこの地域への関心を失い、徐々に守備隊を弱体化させた。バニ・ハリド族は、行動を起こし、オスマン帝国は1680年にこの地域から排除された 。 1818年にワッハーブ派の反乱を鎮圧したイブラーヒーム・パシャは、同じ年にラフサでオスマン帝国の支配を再確立した。1871年、当時のバグダード総督ミドハト・パシャによる第二次ラフサ遠征によってオスマン支配が再建されたが、1913年にはサウド家に取って代わられた。

## 参照
1. ↑  Michel Tuchscherer. “Chronologie du Yémen (1506-1635)”. Chroniques yéménites 8 (2000, mis en ligne le 06 septembre 2007 , consulté le 21 octobre 2021.). doi:10.4000/cy.11.
2. ↑  The Ottoman Age of Exploration, Gianardo Casale, Oxford University Press (2010), s. 51
3. ↑  Salih Qzharan. “TWO LETTERS OF DOM ÁLVARO DE NORONHA FROM HORMUZ：Turkish Activities along the Coast of Arabia: 1550-1552*” (pdf).   İSAM. p. 245. 2020年11月6日閲覧。
4. ↑  L'expedition de Portuguaise a Bassora en 1551, Dejanirah Couto, Paris (2002), 461-486 (Fransızca)
5. 1 2  Al-Hasa - Outpost of Empire, Jon Mandaville, Saudi Aramco World, Volume 25 (1974)
6. ↑  The Influence of Oil upon Settlement in al-Hasa Oasis, Saudi Arabia, İbrahim Salman al-Abdullah Elawy, Durham Thesis, Durham University, s. 176